# Psoralea douglasii
Psoralea douglasii är en ärtväxtart som beskrevs av Edward Lee Greene. Psoralea douglasii ingår i släktet Psoralea och familjen ärtväxter. Inga underarter finns listade i Catalogue of Life.